# Limnephilus abbreviatus
Limnephilus abbreviatus là một loài Trichoptera trong họ Limnephilidae. Chúng phân bố ở miền Tân bắc.